# Iuliu Bodola
Iuliu Bodola, també conegut com a Gyula Bodola, (Brașov, 26 de febrer de 1912 - Budapest, 12 de març de 1992) fou un futbolista romano-hongarès de les dècades de 1930 i 1940 i entrenador.
Disputà 48 partits amb la selecció de futbol de Romania, amb la qual participà els Mundials de 1934 i 1938. A més fou 12 cops internacional amb Hongria. Pel que fa a clubs, defensà els colors del Clubul Atletic Oradea, Venus Bucureşti, Ferar Cluj-Napoca i MTK.

## Palmarès
Venus Bucureşti
- Lliga romanesa de futbol:
  - 1938-39, 1939-40

Nagyváradi AC
- Lliga hongaresa de futbol:
  - 1943-44